# 能島伸夫
能島 伸夫（のうじま のぶお、1951年1月17日 - ）は、日本の実業家。元大正銀行社長、元カブドットコム証券取締役会長。

## 経歴
1951年京都府生まれ。
1974年に滋賀大学経済学部を卒業。同年三和銀行(現三菱UFJ銀行)入行。
UFJ銀行(現三菱UFJ銀行)新宿新都心支店長、同行執行役員京都支店長、モビット代表取締役社長、大正銀行代表取締役社長を経て、2012年から2016年までカブドットコム証券取締役会長。
2024年4月に旭日双光章を受章した。

## 年譜
- 1951年 - 京都府生まれ
- 1974年 - 滋賀大学経済学部卒業
- 1974年 - 三和銀行入行
- 2003年 - UFJ銀行新宿新都心支店長
- 2004年 - UFJ銀行執行役員京都支店長
- 2005年 - モビット代表取締役社長
- 2008年 - 大正銀行代表取締役社長
- 2012年 - カブドットコム証券取締役会長（社外取締役）
- 2016年 - キーエンス社外監査役